# Khalifa Koumadje
Khalifa Koumadje (* 7. Juli 1996 in Sarh) als Jean-Marc Christ Koumadje ist ein tschadischer Basketballspieler.

## Werdegang
Koumadje wurde in der Stadt Sarh geboren, verbrachte dort rund zwei Jahre seiner Kindheit und wuchs dann in N’Djamena auf. Er ist nicht das einzige großgewachsene Familienmitglied: Seine Mutter misst 1,88 Meter, ein Onkel verfügt über eine Körperhöhe von 2,20 Metern.
Als Kind spielte Koumadje Fußball, des Weiteren betrieb er Leichtathletik und begann nach einem Wachstumsschub im Alter zwischen 15 und 16 Jahren auf Anraten eines Onkels mit dem Basketballsport. 2012 ging er aus schulischen Gründen und wegen politischer Unruhen im Tschad nach Dakar in den Senegal. Während eines Marktbesuchs sprach ihn der Leiter einer Basketballakademie an, Koumadje nahm in den folgenden rund fünf Monaten in Dakar am Training der Akademie teil. 2013 setzte er seine Laufbahn in den Vereinigten Staaten fort, spielte zunächst an der Montverde Academy im Bundesstaat Florida. Dort war er Mannschaftskamerad des Australiers Ben Simmons. In der Saison 2014/15 erzielte Koumadje für Montverde je Begegnung im Schnitt 2,9 Punkte, 3,4 Rebounds sowie 2,2 Blocks.
Von 2015 bis 2019 studierte (Hauptfach: Internationale Angelegenheiten) und spielte Koumadje an der Florida State University. Er bestritt 120 Begegnungen für die Hochschulmannschaft, seine Einsatzzeit erhöhte sich in jeder der vier Spielzeiten. Seine besten statistischen Werte erreichte der Tschader in der Saison 2018/19, als er im Durchschnitt 6,6 Punkte, 5,6 Rebounds sowie 1,4 Blocks je Begegnung verbuchte. Mit einer Feldwurftrefferquote von 62,2 Prozent stand er in der ewigen Bestenliste der Hochschulmannschaft auf dem dritten sowie mit 146 Blocks auf dem siebten Rang, als er diese 2019 verließ.
Beim Draftverfahren der NBA im Jahr 2019 blieb Koumadje unberücksichtigt, erhielt im Juli 2019 aber einen Vertrag bei den Philadelphia 76ers. Im Oktober 2019 wurde er aus dem Aufgebot gestrichen. Er spielte in der Saison 2019/20 dann bei den Delaware Blue Coats in der NBA G-League. In 33 Einsätzen brachte es der Tschader auf 11,3 Punkte, 10,9 Rebounds sowie 4 Blocks pro Partie und wurde in der Liga als bester Verteidiger der Saison ausgezeichnet. Anfang Februar 2020 kam Koumadje in einem Spiel auf 18 Punkte, 20 Rebounds und 12 Blocks.
Zu Beginn des Spieljahres 2020/21 stand er in Diensten des spanischen Erstligisten Estudiantes Madrid, er wurde in sechs Ligapartien eingesetzt (1,2 Punkte, 1 Rebound/Spiel). Im Dezember 2020 wechselte er zur vom Kanadier Gordon Herbert als Trainer betreuten Mannschaft Awtodor Saratow nach Russland. Auch dort blieb er ein Ergänzungsspieler. Im Februar 2021 gab der amtierende deutsche Meister Alba Berlin Koumadjes Verpflichtung bekannt. Er erhielt einen Vertrag bis 2023. Er wurde mit Berlin im Juni 2021 deutscher Meister. In der Saison 2021/22 kam der erneute Gewinn der deutschen Meisterschaft sowie der Sieg im deutschen Pokalwettbewerb hinzu. 2023 nahm er den Namen Khalifa Koumadje an. Alba Berlin beurlaubte ihn Ende Oktober 2024 bis aus weiteres bis zur Klärung von Vorwürfen, über die sein Verein keine weiteren Angaben machte. Medien zufolge ging es um den Vorwurf häuslicher Gewalt. Mitte November 2024 einigten sich Koumadje, der während seiner Berliner Zeit mehrfach wegen unsportlichen Verhaltens gesperrt wurde, und der Bundesligist auf die Auflösung des Vertrags. Er wechselte zu Shangdong Hi-Speed Kirin in die Volksrepublik China.